# System 357
Le System 357 est un système d'arcade basé sur la PlayStation 3 destiné aux salles d'arcade, créé par la société japonaise Namco Bandai Games en 2007.

## Description
Namco Bandai Games commercialise le 26 novembre 2007, son tout nouveau système d'arcade appelé System 357. Comme tous les systèmes d'arcade de la société, il peut également être appelé Namco System xyz, soit ici Namco System 357.
Les premier jeux ayant vu le jour sur cette plate-forme est Tekken 6, une des licences phares de la société, et Gran Turismo 5 Prologue.
Comme la plupart des systèmes d'arcade récents, son architecture est basée sur du matériel déjà existant : la PlayStation 3. Le hardware utilisé est absolument identique à celui de la version console.
Sommairement, ce système utilise un processeur conçu par IBM, Sony, Toshiba nommé CELL. Les graphismes sont gérés par le processeur vidéo NVIDIA RSX (Reality Synthesizer).
À l'opposé de la PlayStation et son lecteur Blu-ray Disc, le System 357 utilise un disque dur pour le stockage des données de ses jeux. L'utilisation d'un dongle spécifique à chaque jeu est nécessaire pour permettre aux jeux de fonctionner. L'affichage à l'écran se fait en haute définition (HD).
Le système peut être monté sur une borne d'arcade au format JAMMA par le biais d'un adaptateur I/O Board.
Peu de jeux sont parus sur ce système : Tekken 6, Razing Storm,, Tekken 6: Bloodline Rebellion,, Dragon Ball Zenkai Battle Royale et Kidō Senshi Gundam: Extreme Vs.,.
Le System 369 (parfois appelé System 359) est une évolution du System 357. Les spécifications sont les mêmes que celles de la Playstation 3 Slim, en outre le châssis est plus petit et dégage moins de chaleur.
Un seul jeu utilise ce système d'arcade: Tekken Tag Tournament 2.

## Spécifications techniques
- Processeur central : CELL (IBM, Sony, Toshiba)
- CPU graphique : NVIDIA RSX (Reality Synthesizer).
- Ram principale : 256 MB XDR
- Ram vidéo : 256 MB DDR3.
- Résolution : 480i/576i SD à 1080p HD

## Liste des jeux
| Titre                            | Développeur | Éditeur | Système    | Genre             | Date |
| -------------------------------- | ----------- | ------- | ---------- | ----------------- | ---- |
| Dark Escape 3D                   | Namco       | Namco   | System 357 | Light gun shooter | 2012 |
| Deadstorm Pirates                | Namco       | Namco   | System 357 | Light gun shooter | 2010 |
| Dragon Ball Zenkai Battle Royale | Namco       | Namco   | System 357 | Combat            | 2011 |
| Kidō Senshi Gundam: Extreme Vs.  | Namco       | Namco   | System 357 | Combat            | 2010 |
| Razing Storm (en)                | Namco       | Namco   | System 357 | Light gun shooter | 2009 |
| Tekken 6                         | Namco       | Namco   | System 357 | Combat            | 2007 |
| Tekken 6: Bloodline Rebellion    | Namco       | Namco   | System 357 | Combat            | 2008 |
| Tekken Tag Tournament 2          | Namco       | Namco   | System 359 | Combat            | 2011 |